# Crissy Moran
Crissy Moran (ur. 22 grudnia 1975 w Jacksonville) – amerykańska aktywistka społeczna, była fotomodelka i aktorka pornograficzna pochodzenia hiszpańskiego, angielskiego, irlandzkiego i polinezyjskiego.

## Życiorys

### Wczesne lata
Urodziła się w Jacksonville na Florydzie. Wychowywała się z młodszym o dwa lata bratem. Miała 12 lat, kiedy jej rodzice rozstali się. Jej ojciec był alkoholikiem. W wieku 13 lat przeprowadziła się do matki. Była zbuntowaną nastolatką. W młodości była wielokrotnie wykorzystywana. Jako 17-latka zaszła w ciążę, jednak jej partner powtarzał, że nie jest gotowy na bycie ojcem i dokonała aborcji. Popadła w głęboką depresję.
Przez krótki czas pracowała w lokalnej restauracji Hooters, ale ostatecznie zrezygnowała, ponieważ uznała środowisko pracy za poniżające. Crissy kontynuowała pracę w sklepie detalicznym, The County Clerk of Courts i Supervisor of Elections Office.

### Kariera
Jesienią 1999 roku rozpoczęła karierę w przemyśle rozrywkowym dla dorosłych, publikując swoje zdjęcia z bikini w Internecie. Pewnego dnia znalazła w internecie stronę poświęconą modelingowi. Każda z ofert zawierała pytanie o roznegliżowane sesje. Jej pierwsza sesja zdjęciowa miała miejsce w hotelu.
Pracowała jako modelka w Miami na Florydzie i Los Angeles w Kalifornii, pozując nago dla stron internetowych i magazynów takich jak „Playboy”, „Hustler” (w grudniu 2006) czy „Velvet” (w listopadzie 2008). Wkrótce założyła własną, odnoszącą sukcesy internetową witrynę dla dorosłych. W 2001 roku przeprowadziła się do Kalifornii i zaczęła występować w filmach hardcorowych. Moran pojawiła się w ponad 40 filmach dla dorosłych i zarabiała 15 tys. dolarów miesięcznie w szczytowym okresie kariery zawodowej.
Wystąpiła także w horrorze Murder-Set-Pieces (2004) u boku Gunnara Hansena, Ceriny Vincent i Tony’ego Todda, dramacie Oversold (2008) jako Sophi, horrorze Kopalnia krwi (Filth to Ashes, Flesh to Dust, 2011) jako martwa dziewczyna oraz filmie dokumentalnym After Porn Ends (2012) z Amber Lynn, Asią Carrerą, Niną Hartley, Richardem Pacheco i Jenną Jameson.

## Życie prywatne
W październiku 2006 porzuciła przemysł filmowy dla dorosłych. 10 marca 2007 gościła w programie radiowym The Drew Marshall Show, w którym wypowiadała się przeciwko branży dla dorosłych oraz poinformowała o nawróceniu na chrześcijaństwo. Zaangażowała się w walkę z pornografią oraz w pomoc dla innych kobiet, które pragną porzucić pracę w branży pornograficznej. Udziela się w grupie wsparcia Treasures Ministries, jak również zasiada w radzie doradczej Beauty From Ashes Ministry.
W 2008 była związana z kulturystą i modelem fitness Grantem Michaelsem. 11 maja 2013 wyszła za mąż za pastora Lawtona Outlawa i zamieszkała w Teksasie.